# San Boldo-hágó
A San Boldo-hágó (olaszul: Passo San Boldo, korábbi neve Passo Sant’Ubaldo, németül: Umbaldopass) kisebb alpesi közúti átkelő Észak-Olaszországban, Veneto régióban, a Bellunói Elő-Alpok (Prealpi Bellunese) hegyvonulatán keresztül, a Belluno megyei Trichiana és a Treviso megyei Tovena (Cison di Valmarino község része) között. A 17 km hosszú út fő nevezetessége a meredek szakadékvölgyben épített déli rámpa, amelyet az első világháború utolsó évében, 1918 tavaszán-kora nyarán épített meg az Osztrák–Magyar Monarchia hadserege a Piave-front ellátására.

## Fekvése, közlekedése
A hágó a Középső Bellunói Elő-Alpok  hegycsoportjában fekszik. Ez a hegyvonulat a Bellunói-Dolomitoktól délre, a Piave folyó felső folyásának délkeleti (bal) oldalán fekszik. A San Boldo-hágó útja, az SP-635. számú tartományi főútvonal  – 2001-ig még SS-635 számmal állami főútvonal volt – összeköti egymással a Bellunói Elő-Alpok vonulatának északnyugati oldalát, a Belluno megyében fekvő Belluna-völgyet (Val Belluna / Valbelluna), a hegyvonulat délkeleti lejtője mentén futó Mareno-völggyel (Val Mareno / Valmarino) Treviso megyében.
Az SP-635-ös út északnyugat felől, a bellunói oldalon, a Piave hídjának közelében, 329 m magasan fekvő Trichiana városból indul, dél felé haladva átszeli hegygerincet, áthalad Sant’Antonio Tortal falun, és felérkezik 706 méter magasra, a hágótetőre. Itt a néhány házból álló lakott területen parkolóhely, vendégfogadók és éttermek találhatók. A hágó közelében kezdődik a hágó déli, Treviso megyei rámpája, amely meredek szerpentinút, a járművek egyszerre csak az egyik irányban haladhatnak, a váltásokat közlekedési lámpák irányítják. Az útnak ez a szakasza meredek szurdokvölgyben halad, völgyhidakon és sziklába vájt alagutakon keresztül. Az útszakasz mérnöki csúcsteljesítmény, az első világháború utolsó évében, 1918-ban építették az Osztrák–Magyar Monarchia műszaki egységei. A San Boldo-út déli szakasza a Treviso megyei Mareno-völgybe visz le, a Cison de Valmarinó-hoz tartozó Tóvena faluba, 272 m magasságban. Itt az SP-635 út keletnek fordul, és az SP-35-ös útban folytatódik, mely az A27-es autópálya Vittorio Veneto Nord felhajtójához visz.
A trevisói oldalon húzódó Mareno-völgy (más nevein Valmarena, Valmarina, Valsana) völgy a Bellunói Elő-Alpok és felső-trevisói dombvidék között húzódik, a Soligo folyó öntözi, amely Falzé di Piave községtől délre ömlik a Piavéba.

## Neve
Alberto Alpago Novello 20. századi olasz helytörténész kutatása szerint a hágó névadója nem Szent Ubáld (Sant’Ubaldo), azaz Ubaldo Baldassini (1084-1160), Gubbio püspöke volt, hanem valószínűleg Szent Hippolütosz (Sant’Ippolito) ellepápa (170–235), akinek neve, Ippolito idővel Polto-ra, végül Boldo-ra torzult.

## A déli rámpa útja
A déli, trevisói rámpa forgalma, a szűk útpálya, az éles kanyarok és a műtárgyak korlátozott magassága miatt igen szigorúan szabályozva van. A váltakozva engedett egyirányú forgalomban a megengedett sebesség maximum 30 km/h, a magasságkorlátozás 3,20 meter, ez utóbbit azért rendelték el, miután több kalandvágyó turistabusz is beragadt az alacsony alagutak valamelyikébe. Az út építőinek egy meredek, felső végén zsákban végződő szűk szurdokvölgyben kellett vezetniük a nyomvonalat. A szinte függőlegesen egymás alá futó, éles szerpentinúton hat völgyhidat és öt, sziklába vágott, kanyarodó alagutat kellett építeni.
Az 1918-ig csak gyalogosan, vagy málhás állattal járható hágót emberemlékezet óta használták a transzhumáló pásztorok, egyik hegyi legelőről a másikra történő vándorlásaikhoz. Időnként manapság is előfordul, hogy az utat egy-egy nagyobb birkanyáj átvonulása miatt átmenetileg lezárják.
Veneto 1866-ban, a porosz–osztrák–olasz háborúban elért porosz győzelem révén került a Habsburg Birodalomtól az Olasz Királysághoz. Bár az olaszok már a 19. század végén eltervezték, hogy a hágó szűk és meredek útját közúti járművel járható úttá fejlesztik, de erre nem került sor. Az első világháború tovább hátráltatta az építést. A központi hatalmak 1917 végén sikeresen végrehajtott caporettói offenzívája nyomán az olaszok visszavonultak, az Isonzó-front a Piave folyó partjára tevődött át, a Bellunói Elő-Alpok egész területe, Valdobbiadene városával együtt osztrák–magyar kézre jutott. A központi hatalmak 1918 nyarára újabb nagy offenzívát terveztek, az olasz haderő végső megsemmisítése céljából. Ehhez mindenképpen javítani kellett a Piave-front csapatainak ellátását Tirol felől is.
1918 februárja és júniusa között az Osztrák–Magyar Monarchia műszaki csapatainak sikerült – fantasztikus mérnöki teljesítménnyel – megépíteni San Boldo-hágón át vezető utat a hegyvonulat bellunói oldalától a trevisói oldalig. Az építkezés végső szakaszában több, mint 1400 munkás dolgozott folyamatosan, három műszakban. Az emberfeletti munkára több száz hadifoglyot is kirendeltek ki, emellett a helyi lakosság otthon maradt tagjait (időseket, asszonyokat, gyermekeket) is kivezényeltek dolgozni. A déli szurdokvölgyben vezető rámpát rohammunkával, három hónap alatt sikerült befejezni, az 1918. június 15-én indított második piavei offenzíva kezdetére. A rekordidő alatt megépített, stratégiailag fontos létesítményt „száznapos útnak” (németül: Straße der 100 Tage, olaszul: strada dei 100 giorni) nevezték. A déli rámpa útját azért kellett ilyen sok kanyarral építeni, hogy alkalmas legyen nehéztüzérségi lövegek és nagy tömegű lőszer-utánpótlás szállítására, ehhez legnagyobb emelkedése – az extrém terepviszonyok ellenére – sehol sem haladhatta meg a 12%-ot. A brit és francia erőkkel jól megerősített olasz csapatok ellen vívott második piavei csata azonban 1918 júliusában a központi hatalmak kudarcával végződött, és megnyitotta az utat a császári és királyi haderő novemberi összeomlása felé.
A megépült létesítményt azóta többször felújították, korszerűsítették. Az utat egész éven át nyitva tartják, csak hirtelen beálló havazás esetén zárják le rövid időre.

## Turizmus, sport
A hágó útján számos kerékpáros versenyt rendeztek. Kedvelt terepe az extrém kihívásokat kereső motorkerékpárosoknak is.
A hágótetőről gyalogosan elérhető Loff bivakház (Rifugio dei Loff), az Olasz Alpesi Klub (Club Alpino Italiano, CAI) 991. számú túraösvényén. A bivakháztól indulva bejárható a Cison di Valmarino fölötti hegyvidék.

## Kapcsolódó információk
- Dangerous Roads: Passo San Boldo (angol nyelven). dangerousroads.org. (Hozzáférés: 2017. április 25.)
- Amazing San Boldo Pass – Italy (angol nyelven). worldfortravel.com. (Hozzáférés: 2017. április 25.)
- San Boldo Pass, Cison di Valmarino (angol nyelven). tripadvisor.co.za. (Hozzáférés: 2017. április 25.)
- Passo di San Boldo (706 m), Passo Sant’Ubaldo (német nyelven). quaeldich.de. (Hozzáférés: 2017. április 25.)
- Motorkerékpárral a San Boldo-hágón át (videóklip, Youtube.com)